# 邢汶
邢汶，山东省泰安人，中國学者、作家。
曾长期担任中国中央电视台科学教育频道编导、制片人。曾拍摄的纪录片包括《沙尘暴》、《帝王陵寝的秘密》以及《中国非物质文化遗产录》等。
邢汶曾经是中国期刊圈内享有声望的撰稿人，曾经创下一年之内在稿酬惊人的《知音》匿名发表13篇文章的记录。2002后为报纸撰写专栏，一年内在《京华时报》撰写专栏近三百篇。2007年任职于欧盟生物多样性项目计划（ECBP）宣传官员。2003年起任职中央电视台科学教育频道任职节目策划。策划拍摄过的电视作品有《帝王陵寝的秘密》、《大国崛起（法国部分）》，并担任《中国记忆-非物质文化遗产展示》（100集）总策划和解说词撰稿。2007年应邀担任欧洲联盟生物多性委员会中国项目宣传官员，主持拍摄《中国生物多样性之旅》大型自然科学记录片，担任制片人，历时十个月，行走两万公里，拍摄中国24个野生动植物自然保护区。该片以“给予生命最崇高的礼赞”为主题，对中国独特的物种进行了忠实记录，应该特别指出的是，这是在中国第一次用摄像机记录了普氏原羚迁徙、产仔的珍贵文献资料。
2008年后应邀赴新加坡，参加青年文化创意人才交流研究计划，作为访问学者旅居新加坡。同时担任日本《日新时报》 新闻主笔，并为英国《英中时报》、台湾《中国时报》等多家海外媒体签约撰稿。发表有《现代化中国之末路穷途》、《拆迁阴影下的后共产党中国》、《儒学探巍》、《中国科举制度溯源》等时政评论及学术文章。
农业财经评论人。发表有农产新闻深度新闻报道及评论二十余万字。
出版有杂文小品集《沉默的极少数》（2003年北京图书馆出版社出版）、短篇小说集《比北京更好的爱情在上海》（2005年北京图书馆出版社出版，2006年在法文版在法国里昂出版）。
出版有杂文小品集《沉默的极少数》（2003年北京图书馆出版社出版）、短篇小说集《比北京更好的爱情在上海》（2005年北京图书馆出版社出版，2006年在法文版在法国里昂出版）。